# Chung cư Eduard Schulz ở Bydgoszcz
Căn hộ chung cư Eduard Schulz là khu ngôi nhà ở tại đường Gdanska N°66-68, ở Bydgoszcz, Ba Lan.

## Vị trí
Tòa nhà nằm ở phía đông của phố Gdańska, giữa đường Słowackiego và Adam Mickiewicz Alley. Nó nằm gần Chung cư Alfred Schleusener ở N°62, một tòa nhà lịch sử khác trên cùng một con phố.

## Lịch sử

### thế kỉ 19
Vào giữa thế kỷ 19, Karl Hildebrandt, một giám đốc tư pháp đã ở sân sau một khu vườn mùa hè và chơi bowling. Năm 1882, trong khu vườn phía sau khu nhà được xây dựng một nhà hát mùa hè bằng gỗ, ban đầu được gọi là Victoria, dựa trên thiết kế của kiến trúc sư Józef więcicki và Anton Hoffmann. Nhà hát với các buổi hòa nhạc biểu diễn đã được tổ chức ở đây.
Ngôi nhà mới được xây dựng trên một tòa nhà trước đây, nơi Eduard Schulz sống từ năm 1893. Ông có nhà hàng của mình, Elysium.

### Thời kỳ của Eduard Schulz
Chung cư đã được xây dựng vào năm 1904-1905 để dành cho giám đốc Eduard Schulz bởi kiến trúc sư Rudolf Kern.
Tòa nhà trải dài dọc theo N°66 và N°68 của Phố Gdańska: cả hai ngôi nhà hình thành một mạng lưới phức tạp cho mục đích kinh doanh và nhà ở. Địa chỉ của nó là, dưới thời của Bromberg, Danzigerstr. 134.
Eduard Schulz đã mở ở đó một nhà hàng mới, tên là Zum Reichskanzler (To the Reich Chanc Bachelor).

### Những năm 1920 cho đến hôm nay
Năm 1922, Công ty Deutsches Haus chính thức trở thành chủ sở hữu mới của lô đất: nó hoạt động trong khuôn viên một nhà hàng, một nhà hát Đức Deutsche Bühne và một khách sạn cho đến năm 1945.
Sau Thế chiến II, một nhà hàng mới, Slowianka, đã được mở ra ở đó. Trong giai đoạn 1947-1949 tại chính nhà hát gỗ cũ, đã xây dựng nên Nhà hát Ba Lan thực tế bởi kiến trúc sư Alfons Licznerski.
Ở tầng trên, một câu lạc bộ díco được mở vào tháng 11 năm 1975.
Ngày nay, N°68 là Phòng Cố vấn Pháp lý của Bydgoszcz.

## Kiến trúc
Chung cư của Eduard Schulz có lối trang trí mặt tiền theo phong cách Art Nouveau, nghèo nàn đáng kể do kết quả của việc cải tạo và phục hồi.
Trang trí ban đầu của mặt tiền N°66 đã được hồi sinh bằng cách tân trang vào mùa hè năm 2016. Tương tự như vậy, trên mặt tiền của N°68, người ta vẫn có thể nhận thấy những máng xối và họa tiết hoa cách điệu. Bên trong vẫn còn nguyên vẹn một cầu thang với những chiếc cửa ban đầu, lan can và stuccoes.

## Hình ảnh

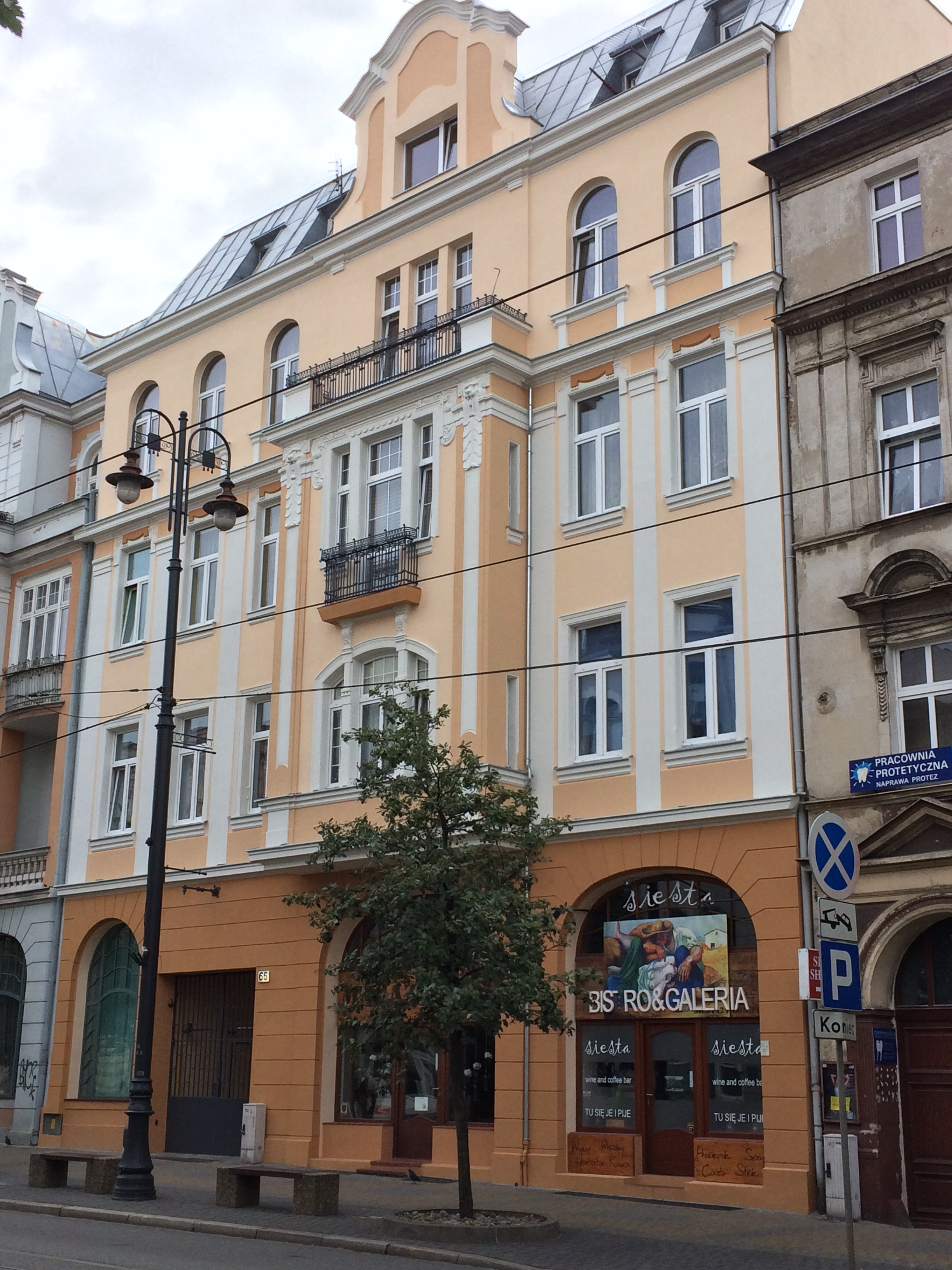
Tòa nhà Gdańska 66
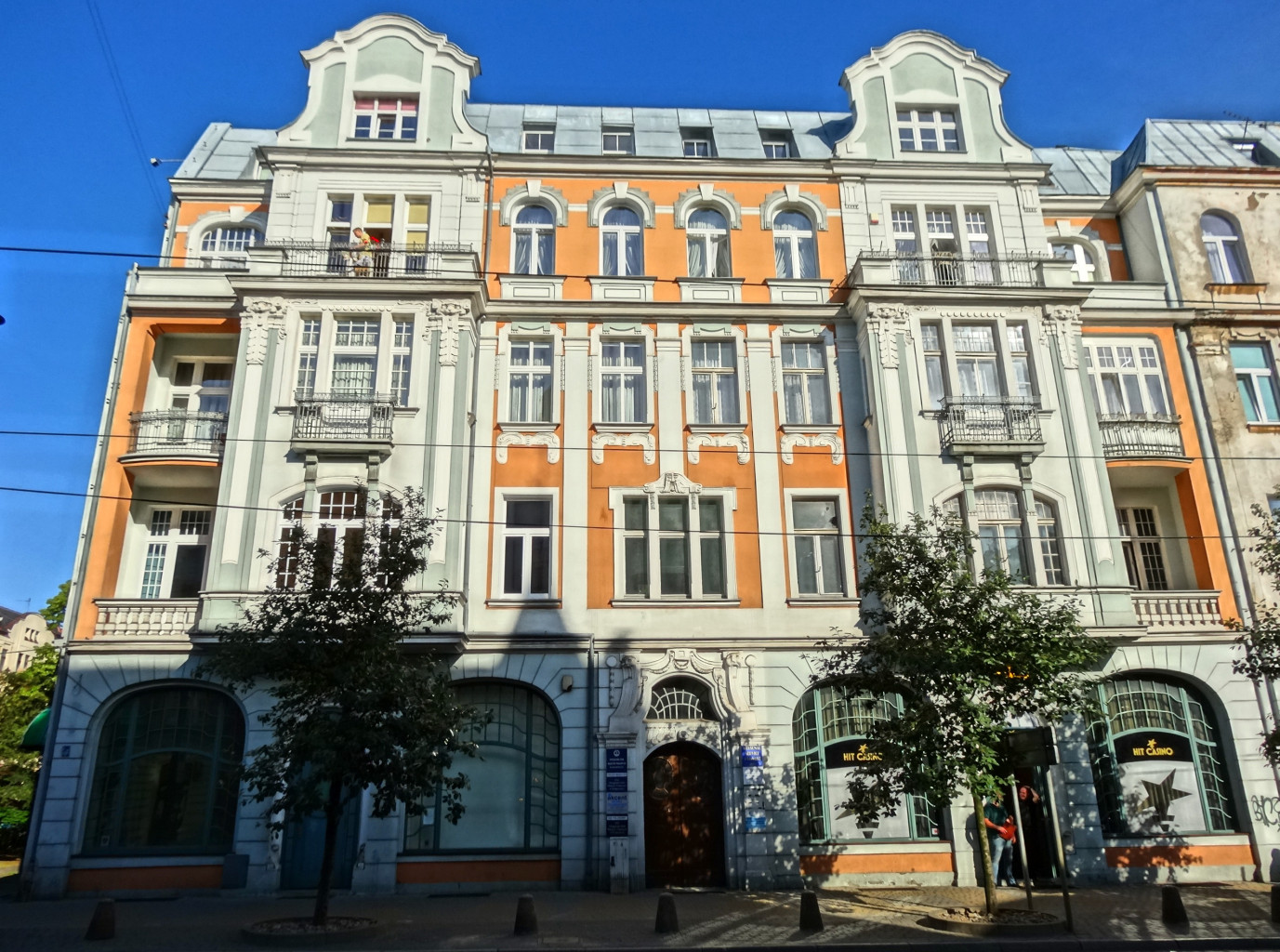
Tòa nhà Gdańska 68
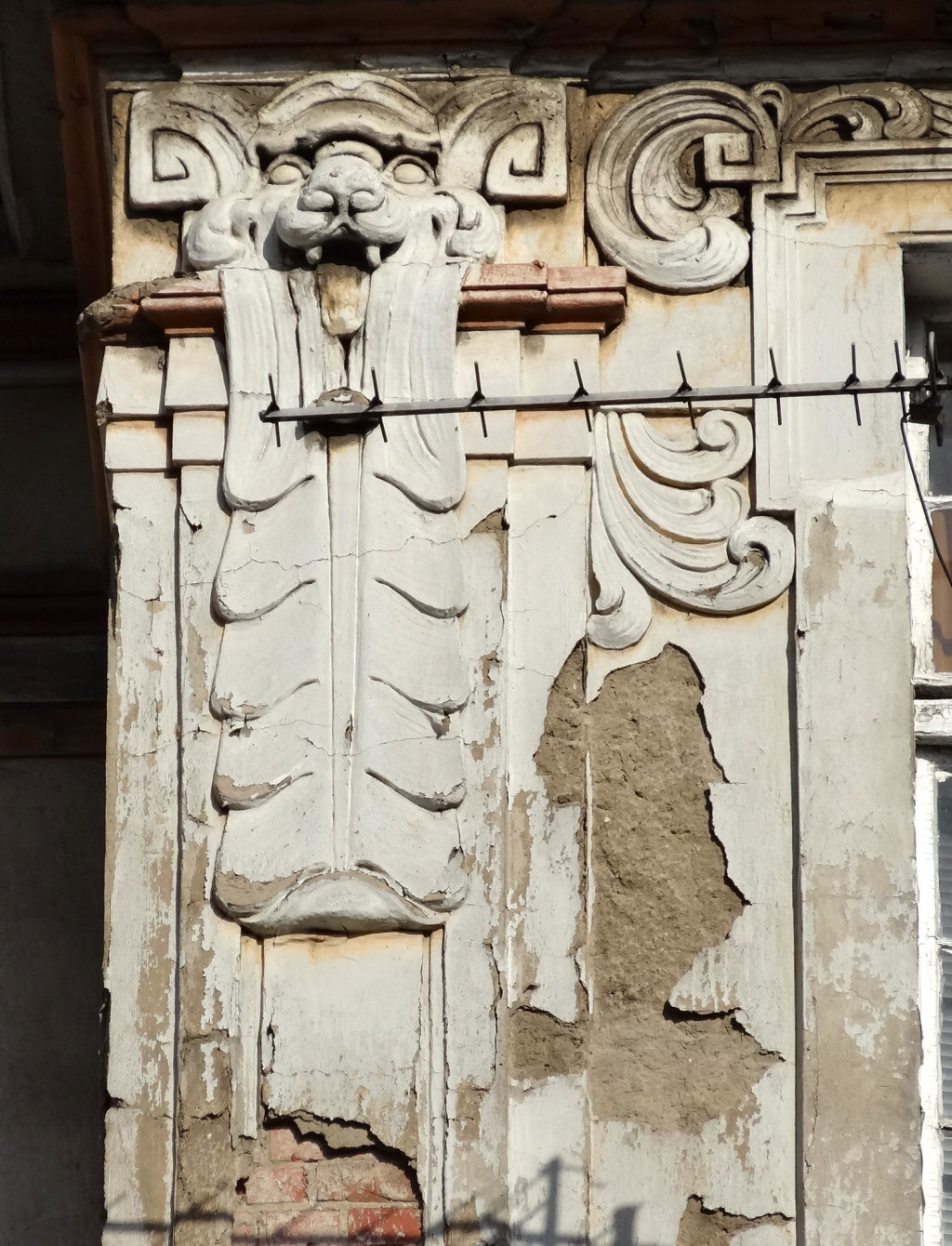
Các yếu tố nghệ thuật Nouveau trên tòa nhà ở N ° 66
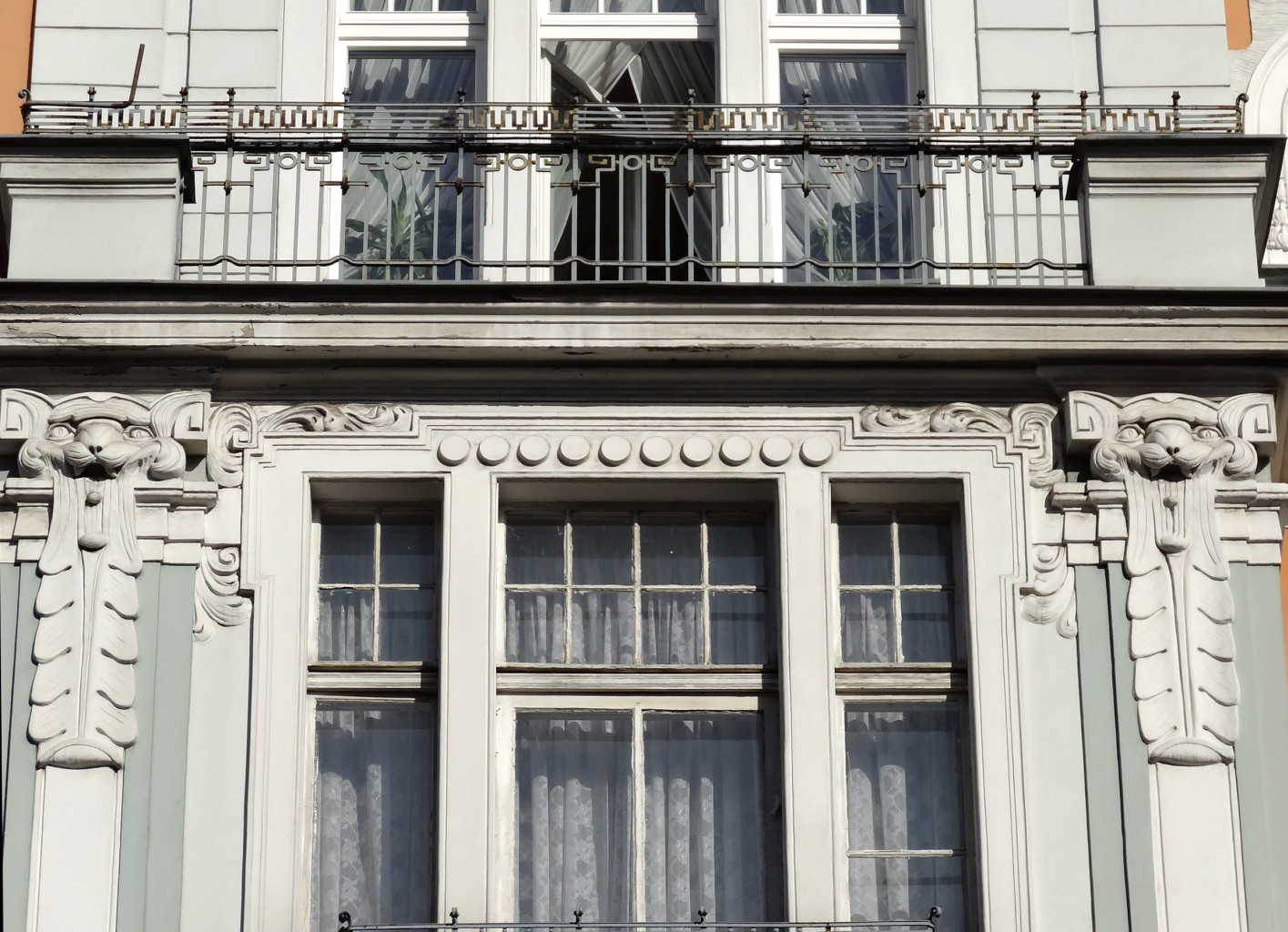
Đồ trang trí trên mặt tiền tòa nhà N ° 68
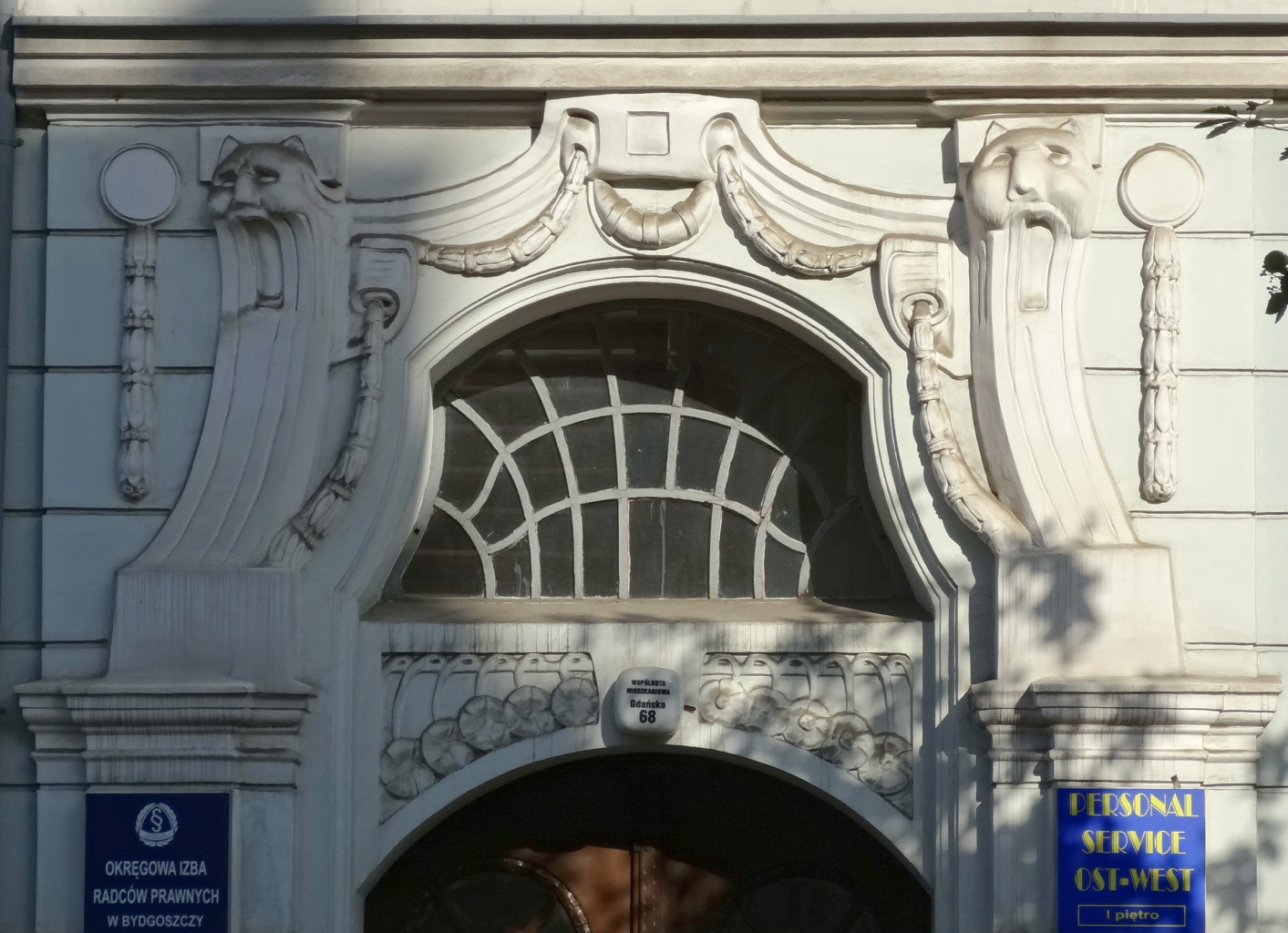
Chi tiết cổng ở N ° 68
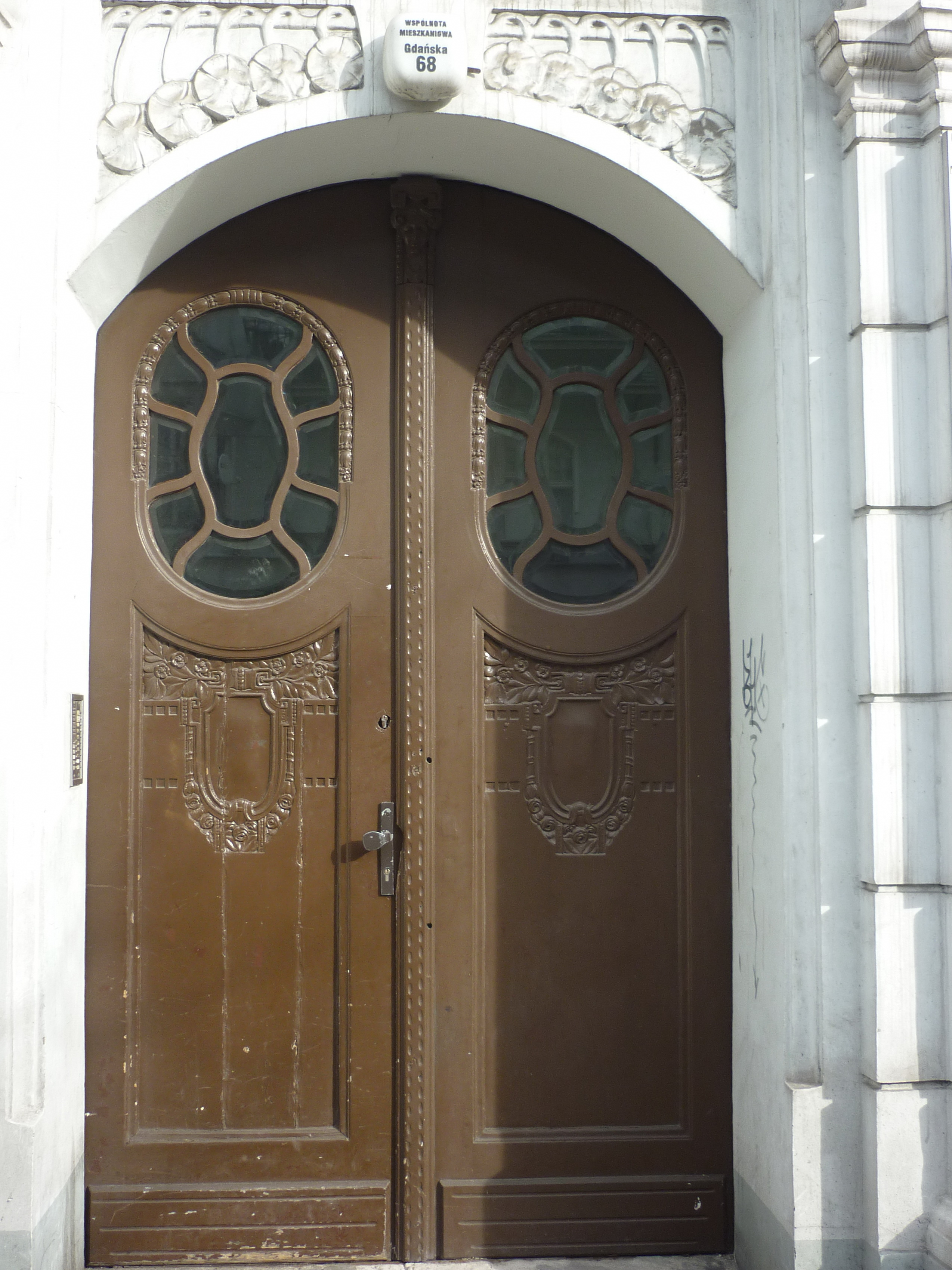
Chi tiết cửa N ° 68
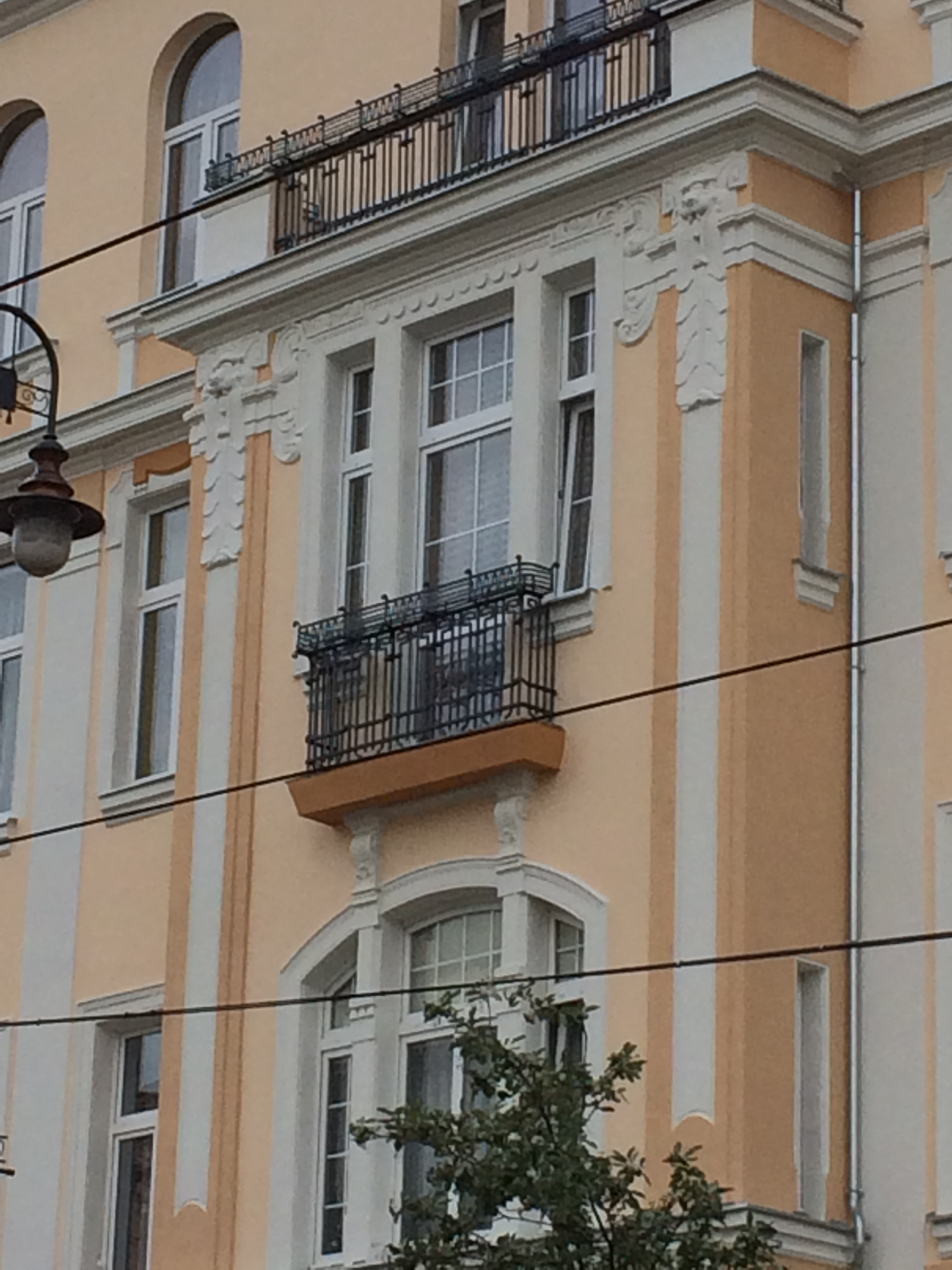
Cửa sổ nhô ở N ° 66
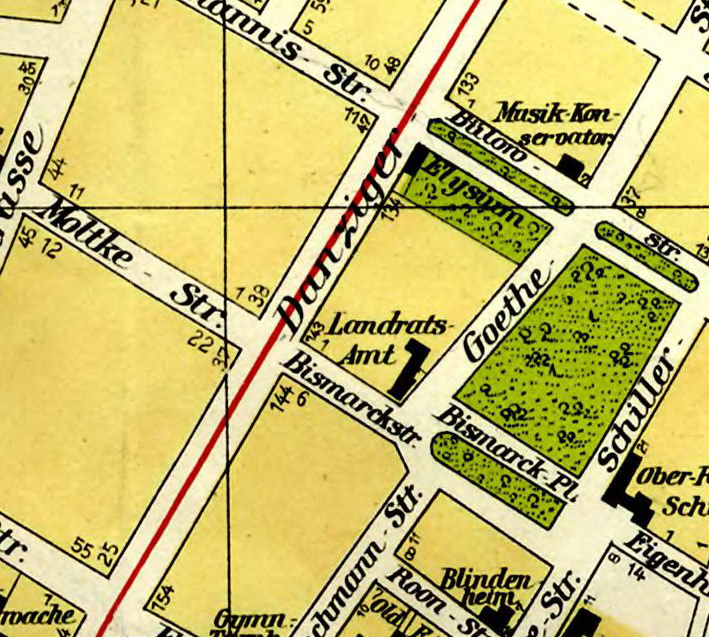
Chi tiết bản đồ Bromberg năm 1914 với nhà hàng "Elysium"